# Ichneumon veo
Ichneumon veo är en stekelart som först beskrevs av Cheesman 1928.  Ichneumon veo ingår i släktet Ichneumon och familjen brokparasitsteklar. Inga underarter finns listade i Catalogue of Life.